# Équipe d'Israël de football en 2009
L'équipe d'Israël joue en 2009 les qualifications à la Coupe du monde 2010 en Afrique du Sud.

## Les matchs
| Match amical    | Israël       | 1 – 0   | Hongrie | Stade Ramat Gan Tel-Aviv, Israël |  |
| 11 février 2009 | Benayoun 77e | (0 - 0) |         |                                  |  |
| 11 février 2009 | Rapport      |         |         |                                  |  |

| CM - qualification       | Israël | 1 – 1   | Grèce | Stade Ramat Gan Tel-Aviv, Israël                 |                                                  |
| 28 mars 2009 21:00 UTC+2 | Golan 55e | (0 – 1) | Gekas 41e | Spectateurs : 37 913 Arbitrage : Roberto Rosetti | Spectateurs : 37 913 Arbitrage : Roberto Rosetti |
| 28 mars 2009 21:00 UTC+2 | Rapport |         | | Spectateurs : 37 913 Arbitrage : Roberto Rosetti | Spectateurs : 37 913 Arbitrage : Roberto Rosetti |
| 28 mars 2009 21:00 UTC+2 | · 1 Aouate (GK) · 2 Saban · 3 Ben Haim · 4 Alberman · 6 Ben Dayan · 59e 10 Barda · 84e 11 T.Cohen · 12 Golan · 13 Keinan · (C) 77e 15 Benayoun · 49e 17 Ben Sahar · 77e 7 Kayal · 59e 9 Itzhaki · 84e 16 Vermouth | Équipes | · 1 Chalkias (GK) · 2 Seitaridis · 5 Dellas 11e · 6 Basinas (C) 61e · 8 Tziolis 87e · 9 Charisteas · 10 Karagounis · 15 Torosidis · 16 Kyrgiakos · 17 Gekas · 18 Papadopoulos · 3 Patsatzoglou 87e · 7 Samaras 61e | Spectateurs : 37 913 Arbitrage : Roberto Rosetti | Spectateurs : 37 913 Arbitrage : Roberto Rosetti |

| CM - qualification         | Grèce | 2 – 1   | Israël | Stade Pankritio Heraklion, Grèce                      |                                                       |
| 1er avril 2009 21:30 UTC+3 | Salpingidis 32e · Samaras 66e (pen.) | (1 – 0) | Barda 58e | Spectateurs : 22 794 Arbitrage : Olegário Benquerença | Spectateurs : 22 794 Arbitrage : Olegário Benquerença |
| 1er avril 2009 21:30 UTC+3 | Rapport |         | | Spectateurs : 22 794 Arbitrage : Olegário Benquerença | Spectateurs : 22 794 Arbitrage : Olegário Benquerença |
| 1er avril 2009 21:30 UTC+3 | · 1 Chalkias (GK) · 2 Seitaridis · 86e 8 Katsouranis · 9 Charisteas 84e · (C) 68e 10 Karagounis · 13 Moras · 14 Salpingidis · 49e 15 Torosidis · 16 Kyrgiakos · 63e 17 Gekas · 18 Papadopoulos 68e 3 Patsatzoglou · 84e 6 Basinas · 63e 7 Samaras | Équipes | · (GK) (C) 1 Aouate 2 Saban · 3 Ben Haim 44e · 4 Alberman · 6 Ben Dayan · 7 Kayal · 8 Schechter 74e · 12 Golan · 13 Keinan · 14 Ziv 40e · 17 Ben Sahar 46e 9 Itzhaki 74e · 10 Barda 40e 64e · 15 Benayoun 46e | Spectateurs : 22 794 Arbitrage : Olegário Benquerença | Spectateurs : 22 794 Arbitrage : Olegário Benquerença |

| Match amical | Irlande du Nord | 1 – 1 | Israël | Windsor Park Belfast, Irlande du Nord |  |
| 12 août 2009 |                 | (–)   |        |                                       |  |

| CM - qualification | Israël | 0 – 1 | Lettonie |  |  |
| 5 septembre 2009   |        | (–)   |          |  |  |

| CM - qualification | Israël | 7 – 0 | Luxembourg |  |  |
| 9 septembre 2009   |        | (–)   |            |  |  |

| CM - qualification | Israël | –   | Moldavie |  |  |
| 10 octobre 2009    |        | (–) |          |  |  |

| CM - qualification | Suisse | –   | Israël |  |  |
| 14 octobre 2009    |        | (–) |        |  |  |